# Mietvilla Rennerbergstraße 9 (Radebeul)
Die Mietvilla in der Rennerbergstraße 9 liegt im Stadtteil Niederlößnitz des sächsischen Radebeul. Dort wohnten im Obergeschoss ab 1939 der Chemiker und Professor des Dresdner Hochschul-Instituts für Farbenchemie Walter König und seine Ehefrau, denen das Haus auch gehörte.

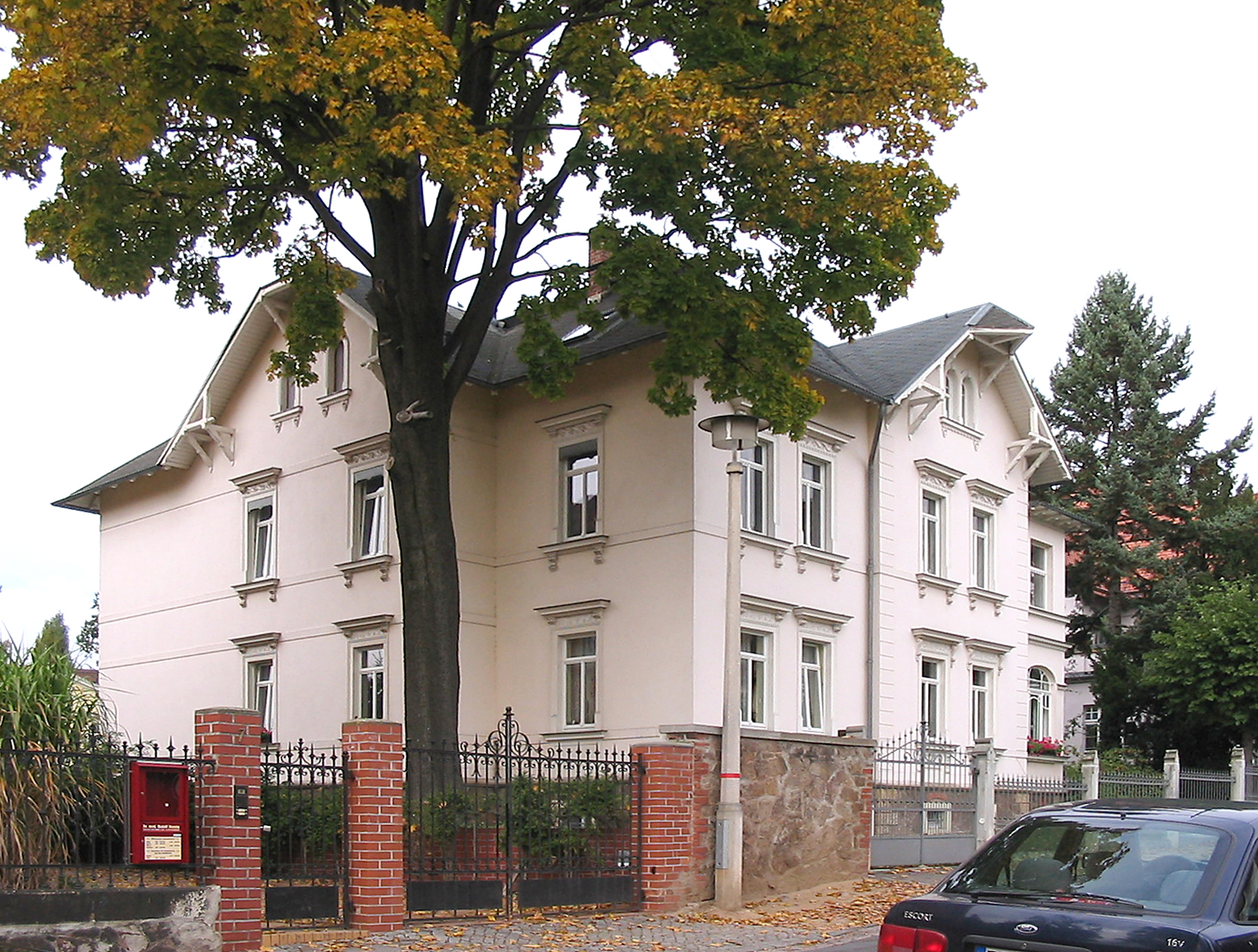
Villa Rennerbergstraße 9

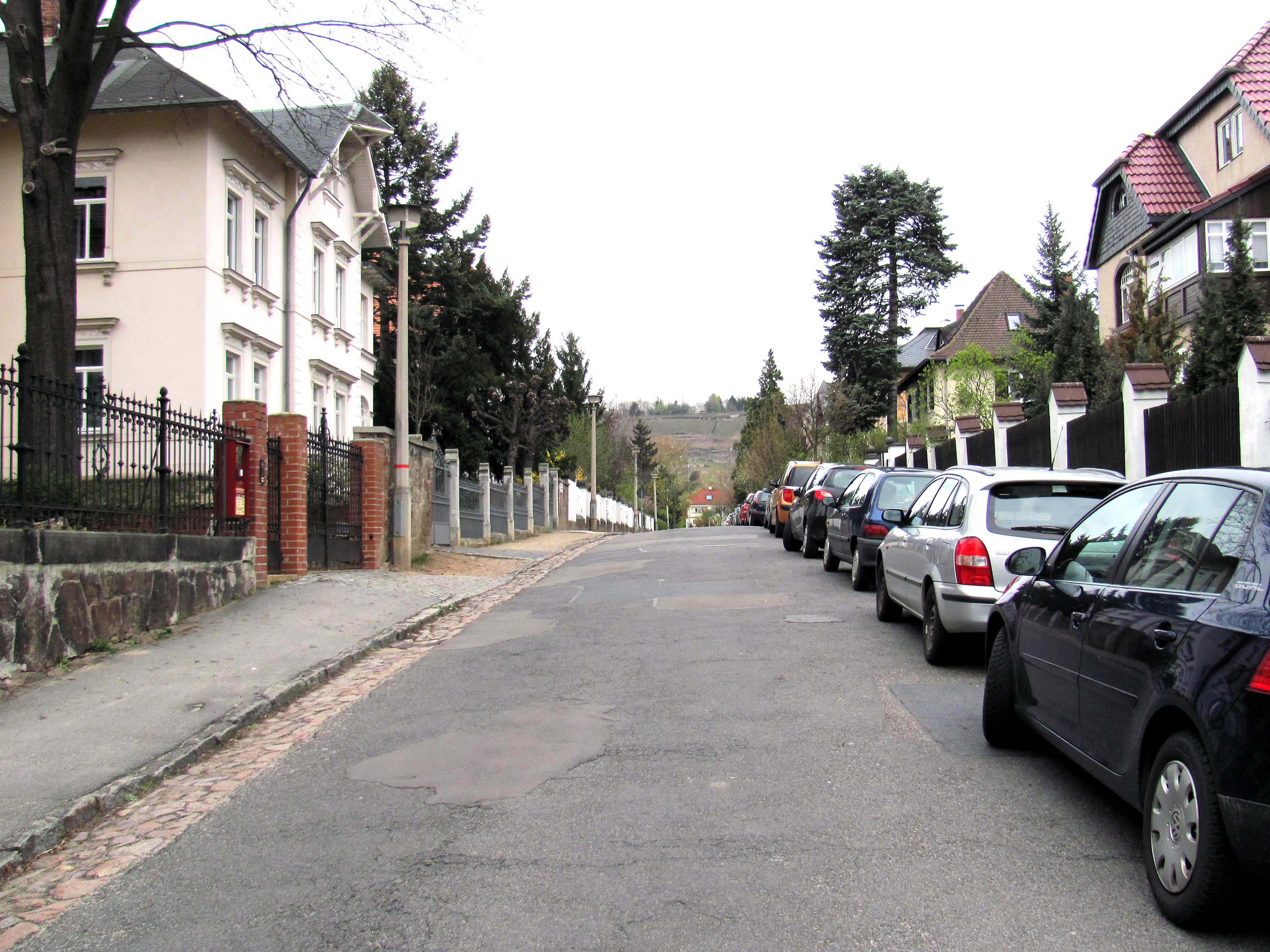
Ab Rennerbergstraße 9 verflacht sich der Anstieg der Straße

## Beschreibung
Die zweigeschossige, mitsamt Einfriedung und Toreinfahrt denkmalgeschützte Mietvilla hat einen asymmetrischen Grundriss mit einem Bruchsteinsockel und ein abgeplattetes, weit vorkragendes Walmdach. In der Straßenansicht befindet sich rechts ein Seitenrisalit mit einem Krüppelwalm-Sparrengiebel. Ein gleicher Risalit steht in der linken Seitenansicht. In der rechten Seitenansicht befindet sich die auf zwei Geschosse aufgestockte, massive Veranda sowie der Eingangsvorbau. Die Fassade trägt Putzgliederungen, die Fenster haben Verdachungen und Stuckdekor.

## Geschichte
Das Wohnhaus wurde 1901 nach einem Entwurf wohl der Gebrüder Große durch den Bauherrn und Bauunternehmer Ferdinand Luther aus Serkowitz errichtet. 1911 erhielt der Stadthauptbuchhalter a. D. Carl Friedrich Kegel die Genehmigung zu dem Anbau auf der Rückseite, der durch den Serkowitzer Baumeister Wilhelm Eisold ausgeführt wurde. 1938 wurde die Veranda aufgestockt.
Ab 1939 wohnte dort Walter König (1878–1964), Chemiker und Professor am Institut für Farbenchemie der TH Dresden, der auf dem Friedhof Radebeul-West beerdigt ist.